# Ларжанка
Ларжанка (укр. Ларжанка) — село в Сафьянской сельской общине Измаильского района Одесской области Украины.
Население по данным 2024 года составляло 2295 человек. Население по переписи 2001 года составляло 2386 человек. Почтовый индекс — 68662. Телефонный код — 4841. Занимает площадь 3,5 км². Код КОАТУУ — 5122083201.

## Население и национальный состав
По данным переписи населения Украины 2001 года распределение населения по родному языку было следующим (в % от общей численности населения):
По Ларжанскому сельскому совету: украинский — 44,64 %; русский — 49,87 %; болгарский — 0,50 %; гагаузский — 0,08 %; армянский — 0,25 %; молдавский — 4,48 %; румынский — 0,04 %; словацкий — 0,04 %.